# Japanagromyza displicata
Japanagromyza displicata este o specie de muște din genul Japanagromyza, familia Agromyzidae, descrisă de Mitsuhiro Sasakawa în anul 1963. Conform Catalogue of Life specia Japanagromyza displicata nu are subspecii cunoscute.